# 11905 Giacometti
11905 Giacometti eller 1991 VL6 är en asteroid i huvudbältet som upptäcktes den 6 november 1991 av den belgiske astronomen Eric W. Elst vid La Silla-observatoriet. Den är uppkallad efter målaren och skulptören Alberto Giacometti.
Den tillhör asteroidgruppen Eunomia.